# Jorge Martínez (Rennfahrer)
Jorge „Aspar“ Martínez Salvadores (* 29. August 1962 in Alzira, Region Valencia, Spanien) ist ein ehemaliger spanischer Motorradrennfahrer und heutiger -teambesitzer.

## Karriere
Martínez bestritt zwischen 1982 und 1997 insgesamt 196 Rennen in der Motorrad-Weltmeisterschaft und gewann 1986, 1987 und 1988 den Titel in der 80-cm³-Klasse, sowie 1988 ebenfalls bei den 125ern. 1996 gewann er die Motorrad-Europameisterschaft in der 125er-Klasse.
Im Anschluss an seine aktive Karriere gründete Martínez das erfolgreiche Aspar Team, das bis heute in der Motorrad-WM vertreten ist.
Auf der FIM-Gala 2014 wurde er feierlich in die MotoGP Hall of Fame aufgenommen.

## Statistik

### Erfolge
Weltmeistertitel
- 1986 – 80-cm³-Weltmeister auf Derbi
- 1987 – 80-cm³-Weltmeister auf Derbi
- 1988 – 80-cm³-Weltmeister auf Derbi
- 1988 – 125-cm³-Weltmeister auf Derbi

Europameistertitel
- 1996 – 125-cm³-Europameister auf Aprilia

Spanische Meistertitel
- 1981 – Spanischer 80-cm³-Meister auf Bultaco
- 1982 – Spanischer 80-cm³-Meister auf Bultaco
- 1983 – Spanischer 80-cm³-Meister auf Metrakit
- 1984 – Spanischer 80-cm³-Meister auf Derbi
- 1985 – Spanischer 80-cm³-Meister auf Derbi
- 1986 – Spanischer 80-cm³-Meister auf Derbi
- 1988 – Spanischer 80-cm³-Meister auf Derbi
- 1988 – Spanischer 125-cm³-Meister auf Derbi
- 1989 – Spanischer 80-cm³-Meister auf Derbi
- 1990 – Spanischer 125-cm³-Meister auf JJ Cobas
- 1990 – Spanischer 250-cm³-Meister auf JJ Cobas
- 1994 – Spanischer 125-cm³-Meister auf Yamaha

Weiteres
- 37 Grand-Prix-Siege

### Ehrungen
- Aufnahme in die MotoGP Hall of Fame

### In der Motorrad-Weltmeisterschaft
| Saison | Klasse  | Motorrad         | Rennen | Siege | Zweiter | Dritter | Poles | Schn. Runden | Punkte | Ergebnis    |
| ------ | ------- | ---------------- | ------ | ----- | ------- | ------- | ----- | ------------ | ------ | ----------- |
| 1982   | 50 cm³  | Bultaco          | 2      | –     | −       | −       | −     | −            | 10     | 11.         |
| 1983   | 50 cm³  | Bultaco          | 1      | −     | –       | 1       | –     | –            | 10     | 13.         |
| 1984   | 80 cm³  | Derbi            | 8      | 1     | 2       | 1       | 2     | 3            | 62     | 4.          |
| 1985   | 80 cm³  | Derbi            | 7      | 3     | 1       | 1       | 2     | 3            | 67     | 2.          |
| 1986   | 80 cm³  | Derbi            | 9      | 4     | 2       | 1       | 5     | 2            | 94     | Weltmeister |
| 1987   | 80 cm³  | Derbi            | 10     | 7     | 2       | –       | 7     | 5            | 129    | Weltmeister |
| 1988   | 80 cm³  | Derbi            | 7      | 6     | 1       | –       | 7     | 4            | 137    | Weltmeister |
| 1988   | 125 cm³ | Derbi            | 11     | 9     | 1       | –       | 6     | 6            | 197    | Weltmeister |
| 1989   | 80 cm³  | Derbi            | 6      | 1     | –       | 1       | –     | –            | 35     | 8.          |
| 1989   | 125 cm³ | Derbi            | 12     | 1     | 1       | –       | 3     | 2            | 72     | 9.          |
| 1990   | 125 cm³ | JJ Cobas         | 14     | 3     | –       | –       | 4     | 1            | 105    | 6.          |
| 1990   | 250 cm³ | JJ Cobas         | 14     | –     | –       | –       | –     | –            | 13     | 24.         |
| 1991   | 125 cm³ | JJ Cobas / Honda | 13     | –     | –       | –       | –     | 1            | 99     | 6.          |
| 1992   | 125 cm³ | Honda            | 13     | 1     | 1       | 1       | –     | –            | 83     | 7.          |
| 1993   | 125 cm³ | Honda            | 14     | –     | –       | –       | –     | –            | 74     | 8.          |
| 1993   | 250 cm³ | Honda            | 1      | –     | –       | –       | –     | –            | –      | –           |
| 1994   | 125 cm³ | Yamaha           | 14     | 1     | 1       | 1       | –     | –            | 135    | 6.          |
| 1995   | 125 cm³ | Yamaha           | 12     | –     | –       | –       | –     | –            | 27     | 18.         |
| 1996   | 125 cm³ | Aprilia          | 15     | –     | 1       | 1       | 3     | 1            | 131    | 5.          |
| 1997   | 125 cm³ | Aprilia          | 14     | –     | 1       | 2       | 3     | –            | 119    | 6.          |
| Gesamt | Gesamt  | Gesamt           | 197    | 37    | 14      | 10      | 42    | 28           | 1599   |             |